# Jonas Hunziker
Pour les articles homonymes, voir Hunziker.
Jonas Hunziker, né le 15 mai 1994, est un skieur acrobatique suisse.

## Biographie
Il fait ses débuts en Coupe du monde en janvier 2011 et obtient son premier podium en septembre 2012 à Ushuaia avec une troisième place en slopestyle. En février 2016, il se classe troisième du big air de Boston. Il est finaliste du slopestyle des Jeux olympiques d'hiver de 2018, se classant finalement dixième. Il annonce sa retraite sportive en 2019.

## Palmarès

### Jeux olympiques
| Édition/Discipline     | Slopestyle |
| JO 2018 (Pyeongchang ) | 10e        |

### Championnats du monde
| Édition/Discipline           | Slopestyle |
| Mondiaux 2011 (Park City )   | 9e         |
| Mondiaux 2013 (Voss )        | 20e        |
| Mondiaux 2015 (Kreischberg ) | 5e         |

### Coupe du monde
- 2 podiums.